# Shane van Gisbergen
Statistiques en NASCAR Cup Series
Dernière mise à jour : 10 juillet 2025 
Shane van Gisbergen, né le 9 mai 1989 à Auckland en Nouvelle-Zélande, est un pilote automobile néo-zélandais. Depuis 2025, il participe à temps plein au championnat de la NASCAR Cup Series au volant de la Chevrolet no 88 de l'écurie Trackhouse Racing et à temps partiel au championnat de la NASCAR Xfinity Series au volant de la Chevrolet SS no 9 de l'écurie JR Motorsports (en).
Auparavant, il a participé à des épreuves d'endurance au volant de voitures de Grand tourisme ou de Sport-prototypes dans des championnats tels que ceux d'endurance FIA, de WeatherTech SportsCar Championship (champion en 2016, 2021 et 2022), d'Asian Le Mans Series et d'Intercontinental GT Challenge.
En NASCAR Cup Series, il a remporté le Grant Park 220 2023 à l'occasion de sa première course dans cette catégorie au volant de la no 91 de la Trackhouse Racing, devenant le premier pilote à remporter sa première course dans cette catégorie depuis le pilote d'Indy Car Johnny Rutherford en 1963, le 7e à le faire de l'histoire de cette compétition et le 1re de l'ère moderne. Il est également le premier néo-zélandais à remporter une course de Cup Series et est le pilote non américain le plus titré de la NASCAR Cup Series.

## Palmarès

### NASCAR

#### Cup Series
| Résultats en NASCAR Cup Series | Résultats en NASCAR Cup Series | Résultats en NASCAR Cup Series | Résultats en NASCAR Cup Series | Résultats en NASCAR Cup Series | Résultats en NASCAR Cup Series | Résultats en NASCAR Cup Series | Résultats en NASCAR Cup Series | Résultats en NASCAR Cup Series | Résultats en NASCAR Cup Series | Résultats en NASCAR Cup Series | Résultats en NASCAR Cup Series | Résultats en NASCAR Cup Series | Résultats en NASCAR Cup Series | Résultats en NASCAR Cup Series | Résultats en NASCAR Cup Series | Résultats en NASCAR Cup Series | Résultats en NASCAR Cup Series | Résultats en NASCAR Cup Series | Résultats en NASCAR Cup Series | Résultats en NASCAR Cup Series | Résultats en NASCAR Cup Series | Résultats en NASCAR Cup Series | Résultats en NASCAR Cup Series | Résultats en NASCAR Cup Series | Résultats en NASCAR Cup Series | Résultats en NASCAR Cup Series | Résultats en NASCAR Cup Series | Résultats en NASCAR Cup Series | Résultats en NASCAR Cup Series | Résultats en NASCAR Cup Series | Résultats en NASCAR Cup Series | Résultats en NASCAR Cup Series | Résultats en NASCAR Cup Series | Résultats en NASCAR Cup Series | Résultats en NASCAR Cup Series | Résultats en NASCAR Cup Series | Résultats en NASCAR Cup Series | Résultats en NASCAR Cup Series | Résultats en NASCAR Cup Series | Résultats en NASCAR Cup Series | Résultats en NASCAR Cup Series |
| ------------------------------ | ------------------------------ | ------------------------------ | ------------------------------ | ------------------------------ | ------------------------------ | ------------------------------ | ------------------------------ | ------------------------------ | ------------------------------ | ------------------------------ | ------------------------------ | ------------------------------ | ------------------------------ | ------------------------------ | ------------------------------ | ------------------------------ | ------------------------------ | ------------------------------ | ------------------------------ | ------------------------------ | ------------------------------ | ------------------------------ | ------------------------------ | ------------------------------ | ------------------------------ | ------------------------------ | ------------------------------ | ------------------------------ | ------------------------------ | ------------------------------ | ------------------------------ | ------------------------------ | ------------------------------ | ------------------------------ | ------------------------------ | ------------------------------ | ------------------------------ | ------------------------------ | ------------------------------ | ------------------------------ | ------------------------------ |
| Année                          | Équipe                         | No.                            | Constructeur                   | 1                              | 2                              | 3                              | 4                              | 5                              | 6                              | 7                              | 8                              | 9                              | 10                             | 11                             | 12                             | 13                             | 14                             | 15                             | 16                             | 17                             | 18                             | 19                             | 20                             | 21                             | 22                             | 23                             | 24                             | 25                             | 26                             | 27                             | 28                             | 29                             | 30                             | 31                             | 32                             | 33                             | 34                             | 35                             | 36                             | Clas.                          | Pts                            |
| 2023                           | Trackhouse Racing              | 91                             | Chevrolet                      | DAY                            | CAL                            | LVS                            | PHO                            | ATL                            | COA                            | RCH                            | BRD                            | MAR                            | TAL                            | DOV                            | KAN                            | DAR                            | CLT                            | GTW                            | SON                            | NSH                            | CSC 1                          | ATL                            | NHA                            | POC                            | RCH                            | MCH                            | IRC 10                         | GLN                            | DAY                            | DAR                            | KAN                            | BRI                            | TEX                            | TAL                            | ROV                            | LVS                            | HOM                            | MAR                            | PHO                            | 42e                            | 01                             |
| 2024                           | Kaulig Racing (en)             | 16                             | Chevrolet                      | DAY                            | ATL                            | LVS                            | PHO                            | BRI                            | COA 20                         | RCH                            | MAR                            | TEX                            | TAL 28                         | DOV                            | KAN                            | DAR                            | CLT 28                         | GTW                            | SON                            | IOW                            | NHA                            | NSH                            | CSC 40                         | POC                            | IND                            | RCH                            | MCH                            | DAY 35                         | DAR 26                         | ATL 32                         | GLN 2                          | BRI                            | KAN                            | TAL 15                         |                                | LVS 29                         | HOM                            | MAR 12                         | PHO                            | 45e                            | 01                             |
| 2024                           | Kaulig Racing (en)             | 13                             | Chevrolet                      |                                |                                |                                |                                |                                |                                |                                |                                |                                |                                |                                |                                |                                |                                |                                |                                |                                |                                |                                |                                |                                |                                |                                |                                |                                |                                |                                |                                |                                |                                |                                | 'ROV 7                         |                                |                                |                                |                                | 45e                            | 01                             |
| 2025                           | Trackhouse Racing              | 88                             | Chevrolet                      | DAY 33                         | ATL 23                         | COA 6                          | PHO 31                         | LVS 34                         | HOM 32                         | MAR 34                         | DAR 20                         | BRI 38                         | TAL 29                         | TEX 22                         | KAN 20                         | CLT 14                         | NSH 25                         | MCH 18                         | MXC 1*                         | POC 31                         | ATL 24                         | CSC 1                          | SON                            | DOV                            | IND                            | IOW                            | GLN                            | RCH                            | DAY                            | DAR                            | GTW                            | BRI                            | NHA                            | KAN                            | ROV                            | LVS                            | TAL                            | MAR                            | PHO                            | -*                             | -*                             |

| Résultats au Daytona 500 | Résultats au Daytona 500 | Résultats au Daytona 500 | Résultats au Daytona 500 | Résultats au Daytona 500 |
| ------------------------ | ------------------------ | ------------------------ | ------------------------ | ------------------------ |
| Année                    | L'équipe                 | Fabricant                | Position au              | Position au              |
| Année                    | L'équipe                 | Fabricant                | Départ                   | Arrivée                  |
| 2025                     | Trackhouse Racing        | Chebvrole26              | 9                        | 33                       |

#### Xfinty Series
| Année | Équipe         | No. | Constructeur | 1      | 2     | 3      | 4     | 5       | 6      | 7      | 8      | 9      | 10     | 11     | 12     | 13    | 14     | 15     | 16     | 17     | 18     | 19     | 20    | 21     | 22     | 23    | 24     | 25    | 26     | 27    | 28     | 29    | 30     | 31     | 32     | 33     | Clas. | Pts  |
| 2024  | Kaulig Racing  | 97  | Chevrolet    | DAY 12 | ATL 3 | LVS 37 | PHO 6 | COA 27* | RCH 14 | MAR 11 | TEX 18 | TAL 22 | DOV 18 | DAR 15 | CLT 15 | PIR 1 | SON 1* | IOW 34 | NHA 18 | NSH 15 | CSC 1* | POC 31 | IND 4 | MCH 17 | DAY 25 | DAR 7 | ATL 27 | GLN 5 | BRI 18 | KAN 8 | TAL 35 | ROV 3 | LVS 38 | HOM 17 | MAR 28 | PHO 12 | 12e   | 2157 |
| 2025  | JR Motorsports | 9   | Chevrolet    | DAY    | ATL   | COA    | PHO   | LVS     | HOM    | MAR    | DAR    | BRI    | CAR    | TAL    | TEX    | CLT   | NSH    | MXC    | POC    | ATL    | CSC 1* | SON    | DOV   | IND    | IOW    | GLN   | DAY    | PIR   | GTW    | BRI   | KAN    | ROV   | LVS    | TAL    | MAR    | PHO    | -*    | -*   |

#### Truck Series
| Année | Équipe            | No. | Constructeur | 1   | 2   | 3   | 4   | 5   | 6   | 7   | 8   | 9   | 10  | 11  | 12  | 13  | 14  | 15  | 16  | 17     | 18  | 19  | 20  | 21  | 22  | 23  | Clas. | Pts |
| 2023  | Niece Motorsports | 41  | Chevrolet    | DAY | LVS | ATL | COA | TEX | BRD | MAR | KAN | DAR | NWS | CLT | GTW | NSH | MOH | POC | RCH | IRP 19 | MLW | KAN | BRI | TAL | HOM | PHO | 63e   | 18  |

### 24 Heures du Mans
| Année | Écurie            | Copilotes             | Voiture             | Classe    | Tours | Pos. | Class Pos. |
| 2022  | Riley Motorsports | Sam Bird Felipe Fraga | Ferrari 488 GTE Evo | LMGTE Pro |       |      |            |

### 24 Heures de Daytona
| Année | Écurie                                 | Copilotes                                                   | Voiture                | Classe | Tours | Pos. | Class Pos. |
| 2014  | Alex Job Racing                        | Cooper MacNeil Leh Keen Shane Lewis Louis-Philippe Dumoulin | Porsche 911 GT America | GTD    | 656   | 26e  | 8e         |
| 2015  | Alex Job Racing                        | Cooper MacNeil Leh Keen Andrew Davis                        | Porsche 911 GT America | GTD    | 704   | 12e  | 2e         |
| 2016  | Alex Job Racing                        | David MacNeil Cooper MacNeil Leh Keen Gunnar Jeannette      | Porsche GT3 R          | GTD    | 695   | 28e  | 13e        |
| 2017  | Riley Motorsports - WeatherTech Racing | Cooper MacNeil Gunnar Jeannette Thomas Jäger                | Mercedes-AMG GT3       | GTD    | 373   | 48e  | 21e        |
| 2020  | AIM Vasser-Sullivan                    | Frankie Montecalvo Townsend Bell Aaron Telitz               | Lexus RC F GT3         | GTD    | 728   | 31e  | 12e        |

### WeatherTech SportsCar Championship
| Année | Écurie                                 | Classe | Châssis                | 1       | 2        | 3   | 4   | 5   | 6     | 7   | 8   | 9   | 10  | 11  | 12  | 13  | Position | Points |
| 2014  | Alex Job Racing                        | GTD    | Porsche 911 GT America | DAY 826 | SEB      | LBH | LGA | DET | KAN   | WGL | MOS | IND | ELK | VIR | COA | PLM | 67e      | 45     |
| 2015  | Alex Job Racing                        | GTD    | Porsche 911 GT America | DAY 2   | SEB      | LGA | BEL | WGL | LIM   | ELK | VIR | AUS | ATL |     |     |     | 31e      | 33     |
| 2016  | Alex Job Racing                        | GTD    | Porsche GT3 R          | DAY 13  | SEB      | LGA | BEL | WGL | MOS   | LIM | ELK | VIR | AUS | ATL |     |     | 54e      | 19     |
| 2017  | Riley Motorsports - WeatherTech Racing | GTD    | Mercedes-AMG GT3       | DAY 21  | SEB Abd. | LBH | AUS | BEL | WGL 4 | MOS | LIM | ELK | VIR | LGA | ATL |     | 45e      | 48     |
| 2020  | AIM Vasser Sullivan                    | GTD    | Lexus RC F GT3         | DAY 12  | DAY      | SEB | ELK | VIR | ATL   | MOH | CLT | ATL | LGA | SEB |     |     | 54e      | 19     |

### Asian Le Mans Series
| Année     | Écurie             | Châssis        | Moteur                          | Classe | 1   | 2        | 3   | 4   | Position | Points |
| 2019-2020 | Eurasia Motorsport | Ligier JS P217 | McLaren M840T 4,0 l V8 Bi-Turbo | LMP2   | SHA | BEN Abd. | SEP | CHA | 12e      | 0      |